# کلبریمبور
کلبریمبور (انگلیسی: Celebrimbor/آی‌پی‌ای: [ˌkɛlɛˈbrimbɔr]) یکی از شخصیت‌های برجسته و در عین حال تراژیک در جهان داستانیِ جی. آر. آر. تالکین است. او الفی هنرمند و آهنگری چیره‌دست بود که در دام دسیسه‌های سائورون، ارباب تاریکی، گرفتار شد. سائورون که با چهره‌ای فریبنده و با نام آناتار (به معنای «ارباب هدایا») خود را در میان الف‌ها معرفی کرده بود، با حیله و نیرنگ، کلبریمبور را به ساختن حلقه‌های قدرت سوق داد. اما هدف پلید سائورون چیزی جز سلطه بر سرزمین میانه نبود. او مخفیانه حلقۀ یگانه را ساخت تا با کمک آن بر تمام حلقه‌های دیگر و در نهایت بر تمامی موجودات سرزمین میانه تسلط یابد. این عمل شوم سائورون، زمینه‌ساز رویدادهای کتابِ «ارباب حلقه‌ها» و نبرد حماسی میان خیر و شر شد.
تالکین، که خود زبان‌شناس و محقق ادبیات بود، در دهه ۱۹۲۰ برای ترجمه کتیبه‌ای کهن در معبد رومی نودنز در لیدنی پارک در گلاسترشر دعوت شد. این کتیبه که بر روی یک حلقه نوشته شده بود، حاوی نفرینی بود که بر دزد حلقه نازل می‌شد. نام این مکان «تپه کوتوله» بود و تالکین با کنجکاوی و اشتیاق علمی خود، به دنبال ریشه نام «نودنز» رفت و در نهایت به یک قهرمان اسطوره‌ای ایرلندی به نام «نوآدا ایرگتلم» به معنای «نوآدای دست‌نقره‌ای» رسید.  این ترکیب از عناصر داستانی (حلقه، نفرین، کوتوله، دست‌نقره‌ای) احتمالاً در ذهن خلاق تالکین، بذر داستان کلبریمبور را کاشت. نام کلبریمبور در زبان ابداعی تالکین، سینداری، به معنای «دست‌نقره‌ای» است و به نوعی یادآور آن قهرمان اسطوره‌ای ایرلندی است. همچنین، حضور حلقه‌های جادویی و خطرناک و دورفهای ماهر در صنعتگری که با کلبریمبور دوست و همکار بودند، از دیگر عناصری هستند که می‌توان ردپای آن‌ها را در کتیبه معبد نودنز و افسانه‌های مرتبط با آن یافت.
کلبریمبور در بازی ویدیوییِ سرزمین میانه: سایه موردور (۲۰۱۴) و دنباله  آن سرزمین میانه: سایه جنگ (۲۰۱۷) ظاهر می‌شود،  که  صداپیشگی او توسط الستر دانکن انجام شده است. در این بازی‌ها، کلبریمبور به عنوان روحی سرگردان به تصویر کشیده  می‌شود که با شخصیت اصلی بازی، تالین، همکاری می‌کند تا در مقابل سائورون و نیروهای او مقاومت کنند. در مجموعۀ تلویزیونی [ارباب حلقه‌ها: حلقه‌های قدرت]] نیز شاهد حضور کلبریمبور هستیم که نقش او را چارلز ادواردز بازی می‌کند. .

## روایت سرزمین میانه
کلبریمبور فرزند کوروفین، پنجمین پسر فئانور و نردانل، و تنها نوه شناخته شده فئانور بود. فئانور که از بزرگترین الف‌های نولدور به شمار می‌رفت، با مهارت و نبوغ بی‌نظیرش در صنعتگری، سه گوهر بی‌بدیل سیلماریل را آفرید تا ذره‌ای از نور دو درخت مقدس والینور را در آن‌ها به دام اندازد. کلبریمبور همراه با پدر و پدربزرگش به سرزمین میانه آمد و مادرش را در آمان نزد خاندان فینارفین رها کرد. او بعدها زمانی که سلگورم و کوروفین به دلیل اعمال ناپسندشان از نارگوتروند رانده شدند، از پدرش روی گردان شد و او را انکار کرد. در طول عصر دوم، کلبریمبور در سرزمین الفی ارگیون سکونت داشت و در آنجا انجمنی از جواهرسازان و صنعتگران را بنیان نهاد.

### دوستِِدورف‌ها
کلبریمبور  از  همان  آغاز  حضور  در  ارگیون،  برای  تحکیم  روابط  با خازاد-دوم (موریا)،  پادشاهی  دورف‌ها  که  در  همسایگیِ  آن‌ها  قرار  داشت،  تلاش  کرد.  او  با «ناروی»،  صنعتگر  بزرگ  و  چیره‌دست  دورف‌ها،  دوستی  عمیقی  برقرار  کرد و آن‌ها  با  همکاری  یکدیگر،  دروازه  غربی  خازاد-دوم  را  ساختند.  کتیبه‌های  زیبا  و  هنرمندانه‌ای  که  زینت‌بخش  این  دروازه  هستند،  یادگار  هنر  و  ذوق  کلبریمبور  هستند. 

### حلقه‌ساز
سائورون،  ارباب  تاریکی،  با  چهره‌ای  فریبنده  و  در  لباس  مبدل و با هویتِ ساختگی یک الف با نام «آناتار»  (به معنای «ارباب  هدایا»)،  به  ارگیون آمد  و  با  حیله  و  نیرنگ،  کلبریمبور  و  دیگر  آهنگرانِ آن شهر را  فریب  داد  تا حلقه‌های قدرت را  بسازند.  اما  هدف  پلید  او  چیزی  جز  سلطه  بر  سرزمین میانه نبود.  او  مخفیانه حلقۀ یگانه را  ساخت  تا  با  کمک  آن  بر  تمام  حلقه‌های  دیگر  و  در  نهایت  بر  تمامی  موجودات  سرزمین  میانه  چیره  شود.
آناتار  (سائورون)  با  ظاهری  دوستانه  و  خیرخواهانه،  راهنمایی‌ها  و  آموزش‌های  ارزشمندی  را  به  کلبریمبور  و  آهنگران  ارگیون ارائه  کرد  و  آن‌ها  با  شوق  و  اشتیاق  به  ساخت  حلقه‌های  قدرت  برای  حاکمان  سرزمین  میانه  پرداختند:  هفت  حلقه  برای  اربابان  دورف‌ها  و  نُه  حلقه  برای  پادشاهان انسانها.  اما  کلبریمبور  که  از  نیت  پلید  سائورون  بی‌خبر  بود،  مخفیانه  و  بدون  اطلاع  او،  سه  حلقه  نیز  برای الفها  ساخت.  این  سه  حلقه  که  از  زیباترین  و  قدرتمندترین  حلقه‌های  قدرت  بودند،  از  نفوذ  فاسد  کننده  سائورون  در  امان  ماندند  و  به  نمادی  از  امید  و  مقاومت  در  برابر  تاریکی  تبدیل  شدند.
در  همین  حال،  سائورون  مخفیانه  حلقۀ  یگانه  را  در  آتش کوه هلاکت ساخت.  این  حلقه  که  مظهر  قدرت  و  پلیدی  سائورون  بود،  به  او  این  توانایی  را  می‌داد  که  بر  تمام  حلقه‌های  دیگر  و  دارندگان  آن‌ها  تسلط  یابد.  هنگامی  که  سائورون  حلقه  یگانه  را  در  انگشت  خود  کرد  و  ادعای  حکومت  بر  سرزمین  میانه  را  کرد،  کلبریمبور  و  الف‌های  ارگیون به  حقیقت  پلید  او  پی  بردند  و  در  مقابل  او  ایستادگی  کردند.  آن‌ها مکان حلقه‌های ساخته شده را از سائورون پنهان  کردند  و  از  تسلیم  آن‌ها  به  او خودداری  کردند.
سائورون  که  از کار آن‌ها  خشمگین  شده  بود،  به  ارگیون حمله  کرد  و  جنگی  بزرگ  میان  الف‌ها  و  سائورون  آغاز  شد.  در  این  جنگ  که  به  ویرانی  ارگیون انجامید،  کلبریمبور  به  اسارت  سائورون  درآمد  و  تحت  شکنجه  مجبور  شد  محل  نگهداری  نُه  حلقه  انسان‌ها  و  هفت  حلقه  دورف‌ها  را  فاش  کند.  اما  او  با  شجاعت  و  پایداری،  محل  سه  حلقه  الف‌ها  را  هرگز  فاش  نکرد.  سائورون  حلقه‌های  انسان‌ها  و  دورف‌ها  را  تصاحب  کرد  و  در  سال‌های  بعد  از  آن‌ها  به  عنوان  ابزار  شر  و  فساد  استفاده  کرد.  کلبریمبور  بر  اثر  شکنجه‌های  سائورون  جان  باخت  و  بدن  بی‌جان  او  که  تیر باران شده  بود،  بر  روی  میله‌ای  آویزان  شد  و  به  عنوان  نمادی  از  ظلم  و  ستم  سائورون  در  میدان  نبرد  به  نمایش  گذاشته  شد.

### نسخه‌های دیگر
مانند گالادریل و گیل-گالاد،  کلبریمبور  ابتدا  به  عنوان  شخصیتی  در «ارباب حلقه‌ها»  ظاهر  شد  و  سپس  تالکین  او  را  در  سیلماریلیون نیز  گنجاند.  این  موضوع  منجر  به  ایجاد  نسخه‌های  متفاوت  و  تغییرات  متعددی  در  تبار  و  پیشینه  او  شد.  در  یکی  از  نسخه‌های  اولیه  داستان  که  در  حدود  سال  ۱۹۶۸  نوشته  شده  و  در  مقاله «دست‌ها،  انگشتان  و  اعداد  الدارین» گنجانده  شده  است، کلبریمبور  یکی  از  الف‌های تلری در  آمان  و  یکی  از  سه  همراه  گالادریل  و  سله‌بُرن (که  در  این  نسخه  به  عنوان  شاهزاده  تلری  «تلپورنو»  معرفی  شده  است)  بود. کریستوفر تالکین،  فرزند  تالکین  و  ویراستار  آثار  او،  اشاره  کرد  که  پدرش  در  پیوست‌های  «ارباب  حلقه‌ها»  به رسیدنِ تبار  کلبریمبور  به فئانور اشاره  کرده  و  زیر آن  را  در  یکی  از  نسخه‌های  شخصی  خود  خط‌کشی  کرده  و  در  حاشیه  یادداشتی  نوشته  است  مبنی  بر  اینکه  کلبریمبور  پسر  کوروفین  است. او  همچنین  نوشته  بود  که  اگر  به  یاد  می‌آورد  که  کلبریمبور  از  نسل  فئانور  است،  احساس  وظیفه  می‌کرد  که  آن  روایت  را  حفظ  کند. در  نسخه‌ای  دیگر  که  در  مقاله  «درباره  دورف‌ها  و  انسان‌ها»  آمده  است،  کلبریمبور  به  عنوان  یکی  از  الف‌های سیندار  معرفی  شده  است  که  ادعای  داشتن تبار «دائرون»  را  دارد.  و  در  نسخه‌ای دیگر،  کلبریمبور  به  عنوان  یکی  از  الف‌های  نولدور  ساکن در گوندولین  نیز  ذکر  شده  است.

## خاندان فینوه
کلبریمبور  از  خاندان  سلطنتی  فینوه،  پادشاه  والامقام  نولدور،  بود.  الف‌های  نولدور  به  طور  ویژه  در  هنر  و  صنعتگری  مهارت  داشتند.  آنها  به  والینور  مهاجرت  کردند  و  در  آن  سرزمین  سعادت‌مند  زندگی  می‌کردند. 

## ریشه‌های شخصیت در جهانِ واقعی
در  سال  ۱۹۲۸،  باستان‌شناسان  در  لیدنی‌پارک  در  گلاسترشر  انگلستان،  به  طور  اتفاقی  به  بقایای  معبدی  بت‌پرستانه  مربوط  به  قرن  چهارم  میلادی  برخوردند.  این  کشف  غیرمنتظره،  پژوهشگران  و  مورخان  را  به  وجد  آورد  و  تالکین،  که  در  آن  زمان  استاد  زبان‌شناسی  دانشگاه  آکسفورد  بود،  برای  بررسی  و  ترجمه  کتیبه‌ای  لاتین  که  در  این  معبد  یافت  شده  بود،  به  این  مکان  دعوت  شد.  متن  کتیبه  بدین  شرح  بود:  «برای  خدای  نودنز.  سیلویانوس  حلقه‌ای  را  گم  کرده  و  نیمی  از  [ارزش  آن]  را  به  نودنز  اهدا  کرده  است.  از  میان  کسانی  که  سنیکیانوس  نامیده  می‌شوند  به  هیچ‌کدام  اجازه  سلامتی  نده  مگر  اینکه  آن  را  به  معبد  نودنز  بیاورند».  این  کتیبه  که  حاوی  نفرینی  بر  سارق  حلقه  بود،  کنجکاوی  تالکین  را  برانگیخت  و  او  را  به  دنبال  کشف  معنای  پنهان  در  پس  این  کلمات  کشاند.  نام  قدیمی  این  مکان «تپه  کوتوله» بود  و  تالکین  با  تسلط  بر  زبان‌های  باستان  و  اسطوره‌شناسی،  در  سال  ۱۹۳۲  ریشه  نام  نودنز  را  تا  قهرمان  اسطوره‌ای  ایرلندی  «نوآدا  ایرگتلم»  به  معنای  «نوآدای دست‌نقره‌ای» دنبال  کرد. این  کشف  برای  تالکین  بسیار  جالب  توجه  بود،  زیرا  عناصری  مانند  حلقه،  نفرین،  کوتوله  و  دست‌نقره‌ای  را  در  یک  داستان  در  هم  می‌آمیخت.
تام  شیپی،  محقق  و  منتقد  ادبی  و  از  مبرزترین  تالکین  شناسان،  بر  این  باور  است  که  این  کشف  باستان‌شناسی  و  پژوهش‌های  تالکین  در  این  زمینه،  «تأثیری  محوری»  بر  شکل‌گیری  جهان  داستانی  «سرزمین  میانه»  داشته  است.  در  «دایره‌المعارف  جی.  آر.  آر.  تالکین»  نیز  به  این  موضوع  اشاره  شده  و  آمده  است  که  «متیو  لیونز»،  یکی  دیگر  از  پژوهشگران  آثار  تالکین،  به  «شباهت  سوراخ‌های  چاه  معدن  در  "تپه  کوتوله"  به  محل  زندگی  هابیت‌ها»  اشاره  کرده  است.  همچنین،  به  گفته «سیلویا  جونز»،  متصدی  موزه  لیدنی،  تالکین  در  مدت  اقامت  خود  در  آنجا  علاقه  شدیدی  به  فرهنگ  عامه  و  افسانه‌های  محلی  مرتبط  با  این  تپه  نشان  می‌داد.  در  این  دایره‌المعارف به  نظر  «هلن  آرمسترانگ»  نیز  اشاره  شده  است  که  معتقد  است  این  مکان  و  افسانه‌های  مرتبط  با  آن،  الهام‌بخش  تالکین  در  خلق  شخصیت  "کلبریمبور"  و  همچنین  سرزمین‌های  ساقط  شده  "موریا"  و  "ارگیون"  بوده  است.  جان  ام.  باورز،  محقق  ادبیات  انگلیسی،  نیز  به  این  نکته  اشاره  می‌کند  که  "کلبریمبور"  در  زبان  سینداری (یکی  از  زبان‌های  ابداعی تالکین)  به  معنای  «دست‌نقره‌ای»  است  و  از  آنجا  که  این  مکان  به  طور  محلی  به  عنوان  «تپه  کوتوله» شناخته  می‌شد  و  مملو  از  معدن‌های  متروکه  بود،  به  طور  طبیعی  به  عنوان  پیش‌زمینه  و  الهام‌بخش  تالکین  در  خلق  «تنهاکوه»  (محل  زندگی  دورف‌ها  در  «هابیت»)  و  «معدن‌های  موریا»  (در  «ارباب  حلقه‌ها»)  مطرح  شد.